# Asticta quinquelinea
Asticta quinquelinea är en fjärilsart som beskrevs av Walker 1865. Asticta quinquelinea ingår i släktet Asticta och familjen nattflyn. Inga underarter finns listade i Catalogue of Life.